# Cayetano Urbina y Daoiz

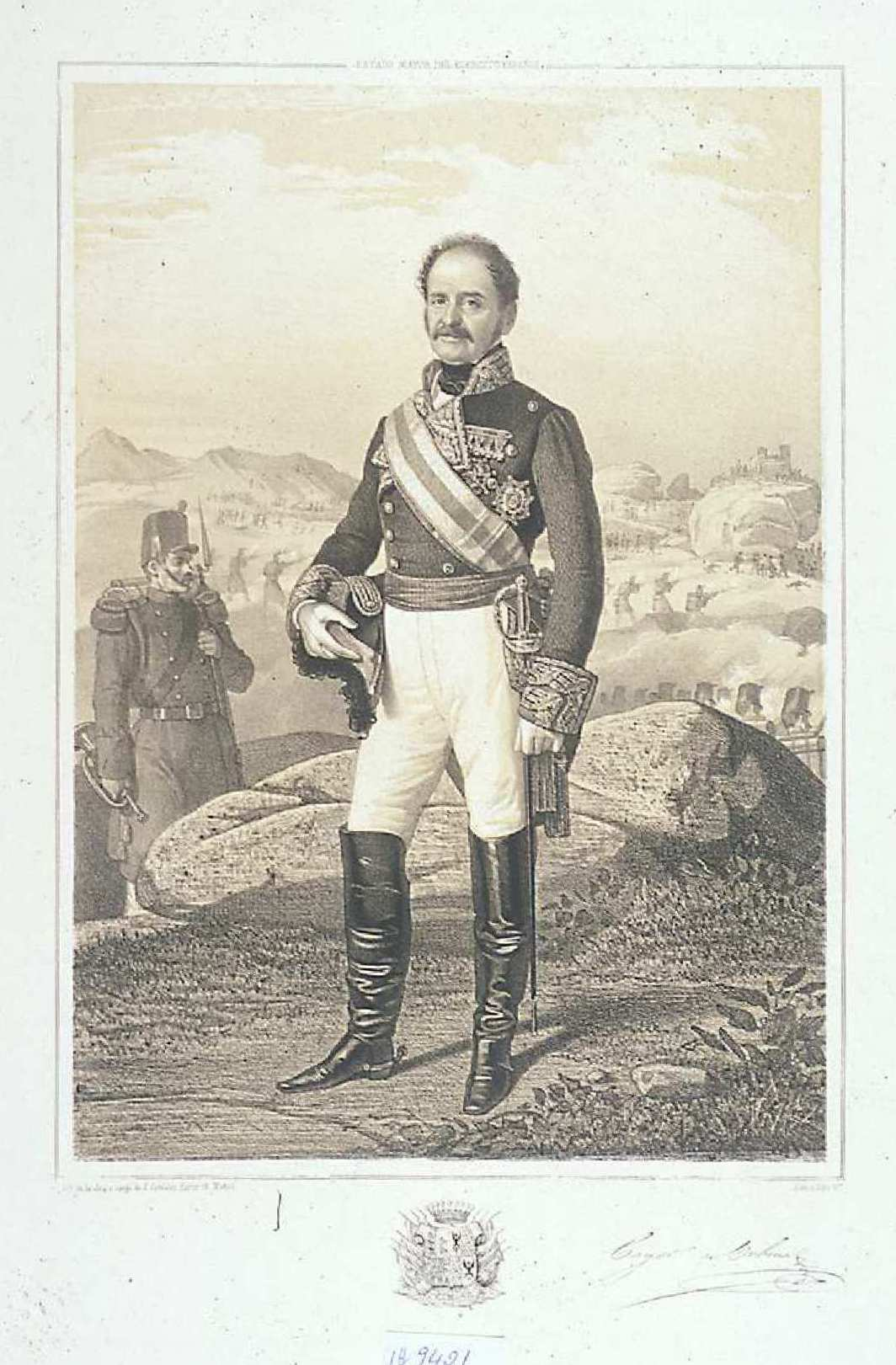
Retrato de Cayetano Urbina y Daoiz, litografía de Bernardo Blanco y Pérez. Biblioteca Nacional de España.

Cayetano Urbina y Daoiz  (Madrid, 3 de abril de 1797-1867) fue un militar, senador y noble español, IV conde de Cartaojal.

## Biografía
Hijo de Cayetano de Urbina, natural de Antequera e intendente de Guadalajara, y de María Manuela Daoiz, nacida en Barcelona.
Artillero, combatió en la primera Guerra Carlista; fue ascendido a teniente general en 1849 y de noviembre a diciembre de 1852 fue ministro de la Guerra en un gobierno presidido por Juan Bravo Murillo. Designado senador vitalicio como teniente general del reino en 1851, ocupó el escaño desde 1851 hasta 1853 y de 1857 hasta 1867. Capitán general de Castilla la Vieja en junio de 1858, director general de la administración militar en mayo de 1859 y vocal de la Junta Consultiva de Guerra. Era director general de artillería en 1865, cuando la Fábrica de Artillería de Sevilla se encargó de la fundición de los leones del Congreso de los Diputados, obra de Ponciano Ponzano, con cañones tomados al enemigo en la guerra de África de 1860, tal como ordenó se hiciese constar en las peanas.